# Рандолф (Ајова)
Рандолф (енгл. Randolph) град је у америчкој савезној држави Ајова. По попису становништва из 2010. у њему је живело 168 становника.

## Демографија
Према попису становништва из 2010. у граду је живело 168 становника, што је -41 (-19.6%) становника више него 2000. године.
| Група             | 2000.       | 2010.       |
| Белци             | 207 (99,0%) | 164 (97,6%) |
| Афроамериканци    | 0 (0,0%)    | 1 (0,6%)    |
| Азијати           | 0 (0,0%)    | 0 (0,0%)    |
| Хиспаноамериканци | 0 (0,0%)    | 1 (0,6%)    |
| Укупно            | 209         | 168         |